# 1897
1897 (MDCCCXCVII) je bilo navadno leto, ki se je po gregorijanskem koledarju začelo na petek, po 12 dni počasnejšem julijanskem koledarju pa na sredo.

## Dogodki
- 25. julij -pri novi maši Jožefa Klekla na Tišini je bila prvič v Prekmurju javno izobešena slovenska zastava

## Rojstva
- 5. januar - Kijoši Miki, japonski sodobni filozof († 1945)
- 18. februar - Ivan Milev, bolgarski slikar († 1927)
- 24. februar - Matija Bravničar, slovenski skladatelj († 1977)
- 24. marec - Wilhelm Reich, avstrijski psihiater in psihoanaliti († 1957)
- 27. marec - Douglas Rayner Hartree, angleški matematik, fizik († 1958)
- 24. april - Benjamin Lee Whorf, ameriški antropolog in lingvist († 1941)
- 1. maj - Veza Canetti, avstrijska pisateljica in prevajalka († 1963)
- 4. maj - Vilmoš Županek, prekmurski nabožni pisatelj († 1978)
- 5. junij - Charles Hartshorne, ameriški filozof in teolog († 2000)
- 7. avgust - Axel Ljungdahl, švedski vojaški pilot in general († 1995)
- 11. avgust - Enid Blyton, angleška pisateljica († 1968)
- 10. september - Georges Bataille, francoski knjižničar, pisatelj, filozof († 1962)
- 25. september - William Faulkner, ameriški pisatelj († 1962)
- 29. oktober - Joseph Goebbels, nemški nacistični minister za propagando († 1945)
- 2. november - Jacob Aall Bonnevie Bjerknes, norveško-ameriški meteorolog, fizik († 1975)

## Smrti
- 30. januar - Niši Amane, japonski politik in filozof (* 1829)
- 9. marec - Džemaluddin al-Afgani, iransko-afganski islamski modernist (* 1838)
- 15. marec - James Joseph Sylvester, angleški matematik (* 1814)
- 3. april - Johannes Brahms, nemški skladatelj (* 1833)
- 9. junij - Alvan Graham Clark, ameriški astronom, optik (* 1832)
- 17. junij - Sebastian Kneipp, nemški duhovnik , vodni terapevt (* 1821)
- 28. julij - Janko Kersnik, slovenski pisatelj (* 1852)
- 5. avgust - Albert Marth, nemški astronom (* 1828)
- 17. december - Alphonse Daudet, francoski pisatelj (* 1840)